# Mantovani (motorfiets)
Mantovani is een historisch motorfietsmerk.
De bedrijfsnaam was Fabbrica Motocicli Mantovani, Milano.
Mantovani was een van de eerste Italiaanse motorfietsmerken. Het leverde van 1902 tot 1910 1½-, 2¾- en 4-pk-motorfietsen, gedeeltelijk uitgevoerd met waterkoeling.